# طواف إفريقيا للدراجات 2009–10
طواف أفريقيا للدراجات 2009–10 (بالإنجليزية: 2009–10 UCI Africa Tour)‏ هو الموسم 6 من  طواف أفريقيا للدراجات.

## السباقات
| طواف أفريقيا للدراجات      | طواف أفريقيا للدراجات | طواف أفريقيا للدراجات                            | طواف أفريقيا للدراجات | طواف أفريقيا للدراجات  | طواف أفريقيا للدراجات     | طواف أفريقيا للدراجات | طواف أفريقيا للدراجات |
| التاريخ                    | #                     | السباق                                           | الفائز                | الثاني                 | الثالث                    |                       |                       |
| -------------------------- | --------------------- | ------------------------------------------------ | --------------------- | ---------------------- | ------------------------- | --------------------- | --------------------- |
| 02 – 05 أكتوبر 2008        | 1                     | جائزة شانتال بيا الكبرى ‏                         | طوماس روستولان ‏       | Florent Barle ‏         | Flaubert Douanla ‏         |                       |                       |
| 09 – 18 أكتوبر 2008        | 2                     | طواف السنغال ‏                                    | Joeri Calleeuw ‏       | Faysal Alsharaa ‏       | Ivan Viglaský ‏            |                       |                       |
| 19 أكتوبر                  | 3                     | Amashova Durban Classic ‏                         | مالكوم لانج           | Aaron Brown ‏           | ريناردت جانس فان رينسبورغ |                       |                       |
| 24 أكتوبر – 02 نوفمبر 2008 | 4                     | تور دو فاسو ‏                                     | قاي سميت ‏             | Laurent Donnay ‏        | Sadrak Teguimaha ‏         |                       |                       |
| 7 نوفمبر                   | 5                     | 2008 African Road Cycling Championships Men ITT ‏ | جاي روبرت ثومسون      | نيكولاس وايت           | دان كرافن                 |                       |                       |
| 9 نوفمبر                   | 6                     | Men Elite Road African Championships RR ‏         | دان كرافن             | Hassan Zahboune ‏       | عبد المالك مدني           |                       |                       |
| 13 – 18 يناير 2009         | 7                     | لا تروبيكال أميسا بونغو                          | ماثيو لاداجنوس        | فيليبي كاردوسو         | بيير رولان                |                       |                       |
| 10 – 15 فبراير 2009        | 8                     | طواف مصر                                         | كريستوف سبرينغر       | عمرو محمود ‏            | Mastafa Güler ‏            |                       |                       |
| 17 فبراير                  | 9                     | جائزة شرم الشيخ الكبرى                           | ايفيلو غابروفسكي      | فادي خان شيخوني ‏       | Merhawi Gebrehiwet ‏       |                       |                       |
| 17 – 28 فبراير 2009        | 10                    | طواف كاميرون ‏                                    | دايفيد كلارك ‏         | Milan Barényi ‏         | Damien Teku ‏              |                       |                       |
| 4 مارس                     | 11                    | Giro del Capo ‏                                   | روبرت هنتر            | Christoff Van Heerden ‏ | يوهان ربيع                |                       |                       |
| 5 مارس                     | 12                    | Giro del Capo ‏                                   | كريس فروم             | جاي روبرت ثومسون       | داريل إيمبي               |                       |                       |
| 6 مارس                     | 13                    | Giro del Capo ‏                                   | ستيف كامينغز          | يوهان ربيع             | Dennis van Niekerk ‏       |                       |                       |
| 8 مارس                     | 14                    | Giro del Capo ‏                                   | Arran Brown ‏          | روبرت هنتر             | نولان هوفمان              |                       |                       |
| 10 – 19 أبريل 2009         | 15                    | طواف المغرب                                      | ألكسندر ديموفسكيخ     | Bartłomiej Matysiak ‏   | Ioannis Tamouridis ‏       |                       |                       |

## وصلات خارجية
- الموقع الرسمي